# Unione Sportiva Lucchese Libertas 1958-1959
Questa voce raccoglie le informazioni riguardanti l'Unione Sportiva Lucchese Libertas nelle competizioni ufficiali della stagione 1958-1959.

## Rosa
| N. |                   | Ruolo | Calciatore            |
| -- | ----------------- | ----- | --------------------- |
|    | Italia (bandiera) | P     | Pietro Arici          |
|    | Italia (bandiera) | D     | Dino Ballacci         |
|    | Italia (bandiera) | A     | Adriano Bassetto      |
|    | Italia (bandiera) | C     | Alessandro Belluomini |
|    | Italia (bandiera) | C     | Ferruccio Caceffo     |
|    | Italia (bandiera) | A     | Mauro Canali          |
|    | Italia (bandiera) | C     | Paolo Carocci         |
|    | Italia (bandiera) | A     | Angelo Caroli         |
|    | Italia (bandiera) | D     | Gianfranco Clerici    |
|    | Italia (bandiera) | C     | Domenico De Dominicis |
|    | Italia (bandiera) | P     | Lamberto Dini         |
|    | Italia (bandiera) | D     | Giovanni Foresi       |
|    | Italia (bandiera) |       | Fulgeri               |

| N. |                   | Ruolo | Calciatore         |
| -- | ----------------- | ----- | ------------------ |
|    | Italia (bandiera) | C     | Aldo Gaiga         |
|    | Italia (bandiera) | D     | Adolfo Gori        |
|    | Italia (bandiera) |       | Lazzeroni          |
|    | Italia (bandiera) | A     | Enrico Loranzi     |
|    | Italia (bandiera) | A     | Lido Mazzoni       |
|    | Italia (bandiera) | D     | Ermes Nadalin      |
|    | Italia (bandiera) | D     | Francesco Palma    |
|    | Italia (bandiera) | A     | Giacomo Parsenda   |
|    | Italia (bandiera) | P     | Giuseppe Pasquin   |
|    | Italia (bandiera) | C     | Marzio Pierotti    |
|    | Italia (bandiera) | C     | Piero Ribechini    |
|    | Italia (bandiera) | C     | Giordano Saporetti |
|    | Italia (bandiera) | D     | Stefano Scarnicci  |